# Rue de l’Alboni
Koordinaten: 48° 51′ N, 2° 17′ O
Die Rue de l’Alboni ist eine Straße im 16. Arrondissement von Paris.

## Lage
Die Rue de l’Alboni ist eine Straße mit großem Gefälle und einer langen Treppe, die zur Metro-Station Passy führt.
In Richtung Seine öffnet sich bei Haus Nr. 6 der Square Alboni, um den sich Häuser aus den Jahren 1900 und 1930 gruppieren. Nach dem Square verläuft die Straße unter der hochgelegten Metro zur Avenue du Président Kennedy.
Die Rue de l’Alboni ist aufgrund der Architektur ihrer Gebäude ein gutes Beispiel für das 16. Arrondissement, wie es in einem Artikel der Zeitung Le Point beschrieben wird.

## Namensursprung
Die Straße trägt den Namen der italienischen Sängerin Marietta Alboni (1826–1894).

## Geschichte

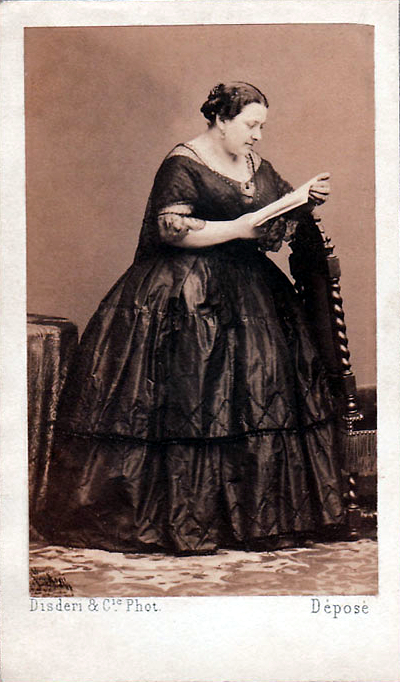
Die Sängerin Marietta Alboni

Die Rue de l’Alboni wurde 1893 und 1894 durch die Stadt Paris auf einem Gelände eröffnet, das man ihr kostenlos überlassen hatte.
Einige Jahre später hat die Société immobilière du Trocadéro et de Passy auf den Hügeln, die sich zu beiden Seiten der Straße erheben, hohe, von Gärten umgebene Gebäude errichtet. Die Ecktürme trugen Kuppeln und Laternen. Diese Gebäude dienten während der Pariser Weltausstellung von 1900 als Hotel mit Festpreisen pro Woche. Unter dem Namen Grands Hôtels du Trocadéro waren sie mit allem Komfort der damaligen Zeit ausgestattet: elektrisches Licht, Telefon, Aufzug, Bad und Dusche, Brandmelder usw. Es gab 1 800 Zimmer und 2 400 Betten, die Möblierung war „neu und elegant“. Die Gäste (es waren an die 60 000 während der Ausstellung) nahmen die Mahlzeiten in großen Speisesälen ein, die bis zu 500 Personen empfangen konnten.
Nach der Ausstellung wurden die Hotelgebäude in Wohnungen umgewandelt.

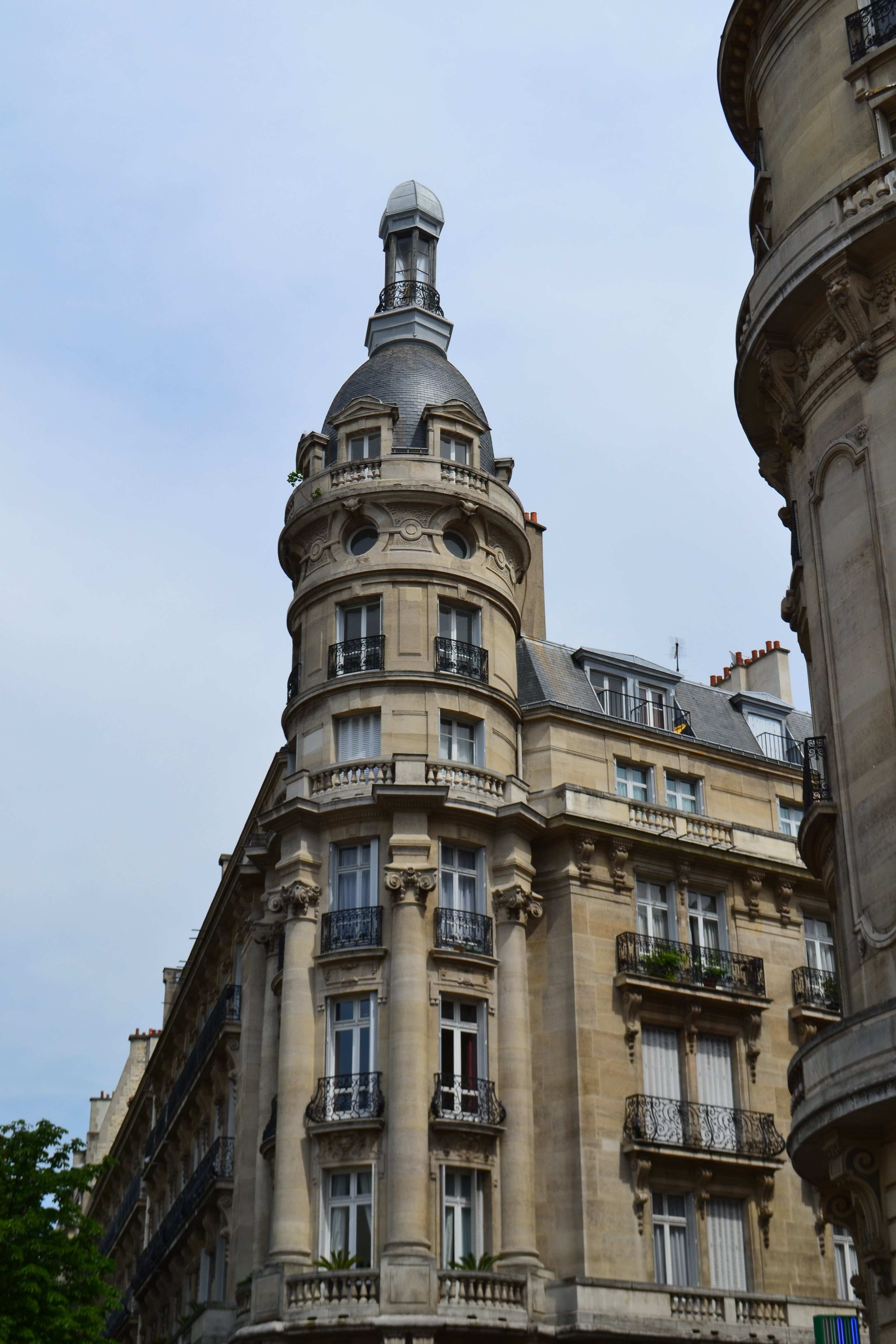
10, Rue de l’Alboni (1899)

## Sehenswürdigkeiten
- Es ist bemerkenswert, dass acht der neun Gebäude in der Straße von einem Architekten stammen: Louis Dauvergne[5]. Drei davon stammen aus dem Jahr 1899 (Nr. 6, 7 und 10); die beiden letzten stehen am Eingang der Straße und an der Ecke zum Place de Costa Rica.
- Nr. 7: Estland hatte hier seine erste Botschaft in Frankreich.[6]
- Nr. 10: Das Gebäude an der Ecke Boulevard Delessert zeigt sehr anschaulich die monumentale Bauweise in Paris um die Weltausstellung von 1889 und 1900. Es handelt sich um einen für die Zeit außergewöhnlich hohen Eckturm mit Säulen und einer Laterne.
- Am Ende der Straße liegt links der Square Alboni. Für Fußgänger gibt es Treppen zur Metrostation und der unteren Straße unter dem Viadukt der Metro.

## Die Rue de l’Alboni im Film
- Die Nummer 1 der Straße («Rue Jules-Verne» genannt) dient dem Film Der letzte Tango in Paris (1972) als Hintergrund. Der Viadukt von Passy war Hintergrund im Film Quai des Orfèvres[7] (1947).
- Die ersten Minuten des Films Eva (2018) von Benoît Jacquot spielten in einem der Türme an der Avenue du Président Kennedy.